# Serginho (född 1971)
Serginho (eg. Sergio Claudio dos Santos), född 27 juni 1971 i Nilópolis, är en brasiliansk före detta fotbollsspelare. Under nästan ett decennium spelade han i AC Milan och tillgavs smeknamnet Il Concorde för sin uthållighet och snabbhet på planen. Han var en utmärkt vänsterbrädare som kunde spela såväl back som mittfältare. Tillsammans med landsmannen Cafú var han en vital del av Milans speluppbyggnad under 00-talet.
Efter att under åren 1998-2001 spelat 10 matcher för Brasiliens herrlandslag (4 vänskapsmatcher, en i Coppa America 1999, 4 i Confederations Cup 1999 och en kvalmatch till VM 2002 i Sydkorea-Japan) valde Serginho att sluta i landslaget för att enbart ägna sig åt AC Milan. Efter nästan ett decennium och skadedrabbad säsong valde Serginho att avsluta sin karriär år 2008 efter en match mot Udinese.